# Dagens børn
Dagens børn er en dansk ungdomsfilm fra 1997 med instruktion og manuskript af Klaus Kjeldsen.

## Handling
Instruktøren har gennem en uge fulgt en 9. klasse på Herfølge Skole. Klassen har været forsøgskaniner for et projektarbejde med ændrede roller og samarbejdsformer. Som overskrift har man passende valgt temaet 'Opdragelse'. Eleverne danner grupper på to og får til opgave på fem dage at afslutte et projekt omkring dette tema.